# تب کیو
تب کیو (به انگلیسی: Q Fever)؛ (که برخی به اشتباه آن را آنفلوانزای بزی می‌نامند) نام نوعی بیماری باکتریایی می‌باشد که در اواخر سال ۲۰۰۹ میلادی در برخی از کشورهای جهان نمونه‌هایی از این بیماری گزارش شده‌است. کوکسیلا بورنتی عامل این بیماری است.
مهم ترین مخازن ؛چهارپایان،گوسفند،بز،کنه
مهم ترین راههای انتقال؛کشتارگاهها،محصولات کارخانه های لبنی،تماس با احشام آلوده و شیر آلوده،گردو غبار می باشد.
این بیماری از کشور هلند آغاز شده و در آنجا احتمال ابتلای ۲۳۰۰ نفر تا تاریخ ۱۶ دسامبر ۲۰۰۹ به این بیماری می‌رود.
این بیماری باکتریایی است ولی آنفلوانزا ویروسی است؛
فقط از آن جهت که برخی علائم و نشانه‌های بروز این بیماری شبیه آنفلوانزا بوده و گفته شده که از بز به انسان سرایت نموده، متأسفانه برخی افراد ناآگاه به اشتباه آن را آنفلوانزای بزی خوانده و این اشتباه بزرگ را به وسیله رسانه‌های گوناگون در بین مردم ایران پراکنده‌ساخته‌اند.
این بیماری که در سال ۲۰۰۹ در رسانه‌های ایران مورد توجه قرار گرفت بیماری جدیدی نبوده و متخصصان این اخبار را غلط می‌دانند که می‌تواند منجر به تشویش اذهان عمومی شود.

## بیماری‌زایی
آلودگی در سایر حیوانات اهلی و حیوانات خانگی نیز دیده می‌شود. در حیوانات معمولاً آلودگی باعث بیماری بالینی نمی‌شود اما در گوسفند و بز ممکن است سقط جنین اتفاق افتد.
اهمیت این بیماری بیشتر به علت مشترک بودن آن است. این باکتری با شیر، ادرار و مدفوع حیوانات آلوده دفع می‌شود، به خصوص در زمان زایش، جفت و مایع جنینی دام‌های آلوده به شدت به عامل بیماری مذکور آلوده‌است. این باکتری در مقابل گرما، خشکی و بیشتر مواد ضدعفونی مقاوم است. اغلب انسان‌ها در مقابل بیماری بسیار حساس هستند و با ورود تعداد اندکی باکتری به بدنشان از راه تنفسی و استنشاق ذرات آلوده بیمار می‌شوند.

## علایم بیماری در انسان
دوره بیماری ۲ هفته تا ۳۹ روز است اما به‌طور میانگین دوره ۲۰ روزه دارد. تنها نیمی از افرادی که آلوده می‌شوند، علایم بالینی نشان می‌دهند. در موارد حاد بیماری، یک یا چند نشانه اعم از تب بالا، سردرد شدید، بی حالی، درد ماهیچه‌ها، پریشان حالی، گلودرد، لرز، تعریق، سرفه خشک، حالت تهوع، اسهال، استفراغ، درد شکم و درد سینه دیده می‌شود.

## علایم بیماری در دام‌ها
در صورتی که بیماری در یک منطقه تازگی داشته باشد و دام‌ها از قبل ایمنی نداشته باشند، ممکن است تعدادی از دام‌ها سقط کنند.

## پیشگیری از بیماری
به‌طور کلی برای کنترل و پیشگیری از بیماری آموزش توده مردم در رابطه با منبع بیماری، دفن ترشحات، جفت و پرده‌های جنینی دام‌ها، محدود کردن تردد به دامداری‌های آلوده و آزمایشگاه‌ها و استفاده از شیر پاستوریزه و فراورده‌های پاستوریزه آن توصیه می‌شود.

## عامل
عامل آن باکتری کوکسیلابورنتی (به انگلیسی: Coxiella burneti) است و میزبان اصلی این عفونت گاو، گوسفند و بز است.

## تلفات انسانی
تا تاریخ ۱۶ دسامبر ۲۰۰۹ در بلژیک ۱۹ نفر، هلند ۱۱ نفر، آمریکا۲۱ نفر، کانادا ۴ نفر، در عربستان ۷ نفر، در بحرین ۳ نفر، در قطر ۶ نفر، در امارات ۱۶ نفر، در مصر ۸ نفر، در عمان ۲ نفر و در سایر کشورهای عربی نیز ۳۲ نفر نیز مشکوک به آلوده بودن به این باکتری گزارش شده‌است.

## ابتلا از حیوان
احتمال می‌رود این بیماری می‌تواند در بسیاری از حیوانات شیوع پیدا کند اما به نظر می‌رسد فقط تماس با بز باعث بیماری در انسان می‌گردد.

## در ایران
رئیس سازمان دامپزشکی ایران در تاریخ ۱۶ دسامبر ۲۰۰۹ دربارهٔ شیوع تب Q در کشورهای منطقه گفت: «اظهارنظر در این باره به بررسی بیشتر نیاز دارد، اما دام و طیور کشور ما با نظارت‌های دقیق دامپزشکی در حال حاضر مصون از بیماری هستند.»